# Hinode
Hinode (Хіноде,[ˈhiːnoʊdeɪ]; яп. ひので, з японської - Схід сонця , до запуску — Solar-B)  — японський науковий супутник для досліджень в області фізики Сонця. Супутник запущений 23 вересня в 06:36:30 (22 вересня в 21:36:30 UTC) 2006 з космодрому Утіноура за допомогою ракети-носія M-V.  Початкова орбіта мала перигей 280 км, апогей 686 км, нахил 98.3 градусів. Потім сателіт зманеврував на сонячно-сихнронну орбіту на термінатором день-ніч, що дозволило проводити майже неперервні спостереження Сонця. Після запуску супутник отримав ім'я «Hinode», що перекладається як «Світанок». Разом з «Світанком» на орбіту попутно також був виведені дві корисні навантаження  — радіоаматорський супутник HITSAT та сонячний парус SSSAT. 
28 жовтня 2006 року апарт передав перші зображення.
Hinode є продовженням місії супутника Solar-A (Yohkoh), запущеному в 1991. Крім Японії у виготовленні супутника взяли участь США та Велика Британія. США брали участь в розробці та виготовленні всіх трьох основних наукових інструментів. Велика Британія взяла участь у розробці ультрафіолетового спектрометра. Крім того в проєкті також бере участь Норвегія, яка надала для прийому наукової інформації наземну станцію SvalSat.

## Дослідження
Основне завдання супутника полягає в здійсненні високоточних вимірювань малих змін напруженості сонячного магнітного поля, крім того серед завдань наступні: 
- вивчення динаміки сонячних магнітних полів;
- дослідження варіацій світності Сонця;
- вивчення енергетики сонячного вітру;
- дослідження процесів, що породжують ультрафіолетове та рентгенівське випромінювання.

## Інструменти
Hinode на борту несе всього три основних наукових інструменту. 
SOT (Solar Optical Telescope)
Сонячний оптичний телескоп, призначений для вимірювання напруженості магнітного поля в фотосфері.
XRT (X-ray Telescope)
Рентгенівський телескоп, призначений для вивчення сонячної корони.
EIS (Extreme-Ultraviolet Imaging Spectrometer)
Ультрафіолетовий спектрометр, призначений для вимірювання швидкості частинок, що випускаються Сонцем, а також для вимірювання температури та густини сонячної плазми.